# Дитяча школа мистецтв № 5
Дитяча школа мистецтв №5, абревіатура  — «ДШМ №5» —це мистецька школа , яка є закладом позашкільної освіти сфери культури. Школа розташована в Оболонському районі м.Києва.

## Історія закладу
2 грудня 1996 року згідно з розпорядженням Мінської районної у м. Києві держадміністрації “Про реорганізацію дитячої музичної школи № 30 та дитячої художньої школи № 8” було відкрито дитячу школу мистецтв №5.
У 2004 р. школа отримала нове приміщення, що знаходиться в Оболонському районі за адресою: вул. Малиновського, 11-В.
Сьогодні це один із найкращих дитячих мистецьких навчальних закладів м. Києва. 

## Працівники та вихованці
Великий відсоток випускників  вступає до профільних мистецьких закладів країни та Європи, серед яких:мистецькі вузи Польщі та Чехії, Національна академія образотворчого мистецтва і архітектури ,Київський державний інститут декоративно-прикладного мистецтва і дизайну імені Михайла Бойчука, Київський національний університет технологій та дизайну, Київський національний університет будівництва і архітектури та ін.

## Особливості навчання
У школі працюють відділення:
- музичне (фортепіано, скрипка, віолончель, альт, баян, акордеон, бандура, гітара, домра, балалайка, флейта, кларнет, труба, саксофон, тромбон, ударні інструменти, вокал академічний, народний і естрадний, бас-гітара),
- образотворче,
- хореографічне (народний і сучасний танець).
Також у школі функціонує відділення загально-естетичного виховання, завданням якого є розвиток і виховання дітей з 4-річного віку. Тут діти вивчають українську, англійську мови, математику, музику, хореографію, рисунок.
У школі створені великі творчі колективи – лауреати міських, всеукраїнських конкурсів і фестивалів. Добре відомими в м. Києві є хор учнів старших класів “Зорі Оболоні”, хор учнів молодших класів “Веселі дзвіночки”, малий симфонічний оркестр, оркестр народних інструментів, ансамблі скрипалів старших і молодших класів, ансамбль бандуристів “Музика землі”, хореографічний ансамбль “Джерело”, ансамбль народної музики викладачів школи.
За роки існування школа підготувала та випустила у творче життя понад 2000 випускників. Більше 250 з них продовжили своє навчання у вищих спеціалізованих мистецьких навчальних закладах України та за її межами. 8 випускників сьогодні працюють у рідній школі викладачами. Ряд вихованців школи – лауреати міських, всеукраїнських та міжнародних конкурсів та фестивалів.

## Досягнення
Школа має Грамоти та Подяки Головного управління культури і мистецтв м. Києва, Оболонської районної у м. Києві державної адміністрації. Колектив відмічався цінними подарунками від управління культури Оболонського району м. Києва.